# CO2 laser
CO2 laser je jeden z nejstarších plynových laserů (v roce 1964 ho vynalezl C. Kumar N. Patel v Bellových laboratořích) a stále je jedním z nejpoužívanějších. V současné době je CO2 laser nejsilnější kontinuální laser. Má také dobrou účinnost (okolo 20 %).
CO2 laser generuje infračervené záření několika vlnových délek (nejčastěji jsou udávány 9,4 a 10,6 µm), které je možno oddělit optickým hranolem.

## Aktivní prostředí
Tvoří:
- Oxid uhličitý (CO2) - kolem 10–20 %
- Dusík (N2) - kolem 10–20 %
- Vodík (H2) a/nebo xenon (Xe) - několik procent; obvykle používaný jen v zatavené trubici.
- Helium (He) - zbytek směsi plynu

Vzájemné poměry těchto prvků se mohou u jednotlivých CO2 laserů lišit. Ke stimulované emisi dochází pouze v molekulách CO2, ostatní plyny zlepšují podmínky vzniku inverzní populace.

## Druhy
- Laser buzený elektrickým výbojem v trubici se směsí plynů. Používá se vysokonapěťový zdroj (1000 - 1700 V) o proudu 30 až 50 mA.
- Expanzní CO2 laser - je tvořený expanzní komorou, do které se vhání plyny. K excitaci molekul CO2 dochází díky elektrickému obloukovému výboji o vysoké teplotě. Plyn s excitovaným CO2 proudí rychlostí několikrát převyšující rychlost zvuku ve vzduchu štěrbinovou tryskou do vakua. Díky rychlému snižování tlaku dochází k poklesu teploty plynu. Energetické hladiny s velkými energiemi v molekulách CO2 zůstávají po určitou dobu zaplněny elektrony. Říká se tomu "zamrzání" vyšších energetických hladin.

## Použití

### V průmyslu
- svařování laserem – využití optického záření k roztavení materiálu do požadované hloubky s min. odpařením povrchu. Výhody – nedochází ke kontaktu s elektrodou, malé tepelné ovlivnění okolí, možnost svářet různé materiály, možnost svařovat v ochranné atmosféře.
- řezání laserem – většinou se na místo řezání přivádí společně s laserovým svazkem také proud plynu (pro kovy reaktivní plyny, jako např. kyslík, který vyvolává exotermickou reakci urychlující řezání; pro nekovové materiály inertní plyn). Tento proud pomáhá odstraňování roztaveného a odpařeného materiálu. Výhody – rychlost, kvalita, možnost automatizace, bezkontaktní působení.
- kalení laserem – možnost kalení malých a těžko dostupných míst.
- gravírování (dekorace dřeva, plastu, skla, kůže, atd.)

### Vojenské aplikace
- ničení mezikontinentálních balistických raket
- dálkoměry

### V medicíně
- chirurgie
- stomatologie
- dermatologie

### Kosmetika
- odstraňování vrásek, pigmentových skvrn, jizev po akné, atd.